# Acworth (New Hampshire)
Pour les articles homonymes, voir Acworth.
Acworth est une municipalité américaine située dans le comté de Sullivan au New Hampshire. Selon le recensement de 2010, sa population est de 891 habitants.

## Géographie
La municipalité s'étend sur 39,13 milles carrés (101,35 km2), dont 0,25 milles carrés (0,65 km2) d'étendues d'eau.

## Histoire

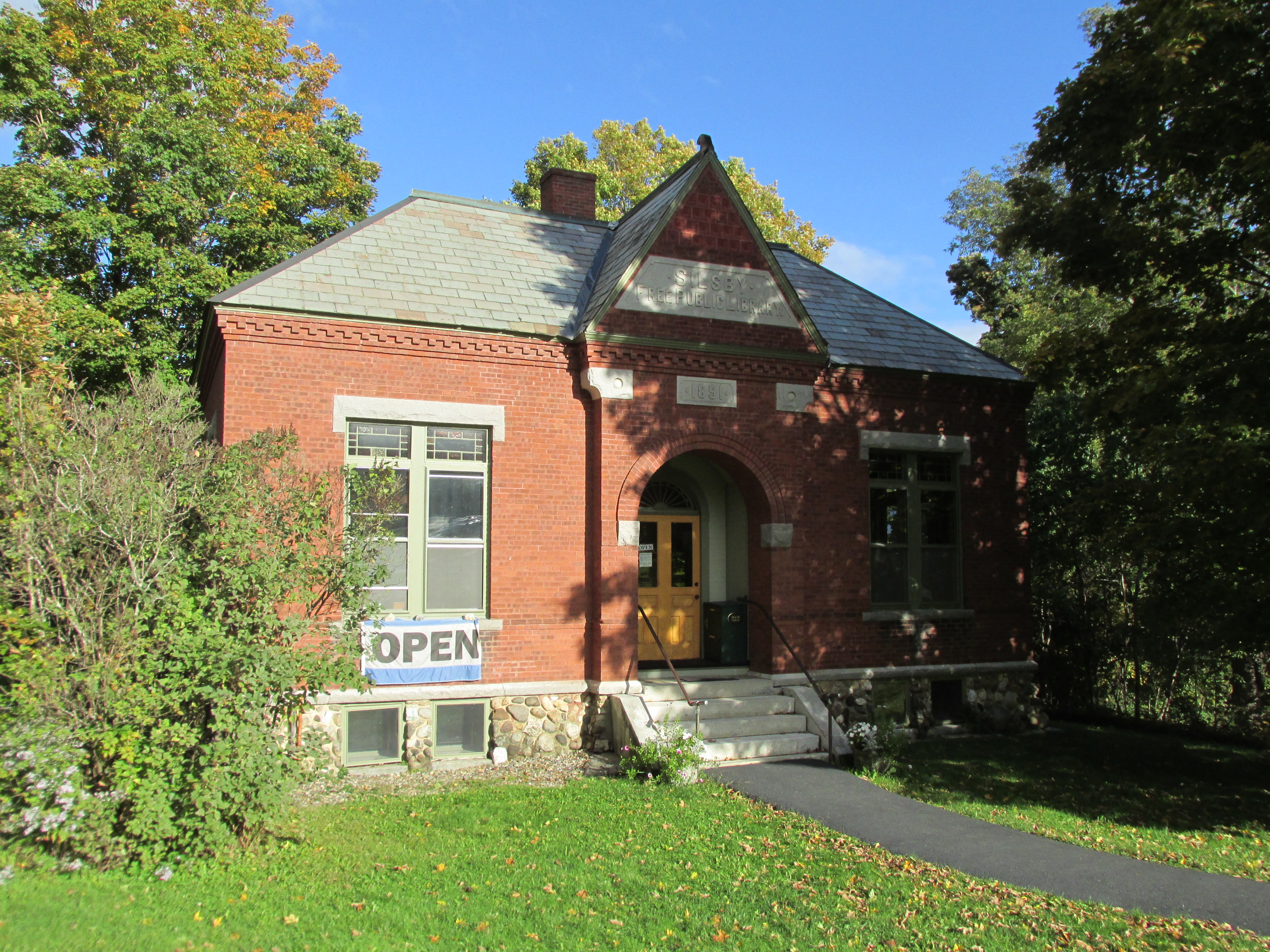
La bibliothèque Silsby.

La localité est fondée en 1752 sous le nom de Burnet, en l'honneur du gouverneur du Massachusetts et du New Hampshire, William Burnet (en). Elle devient une municipalité en 1766 sous le nom d'Acworth, d'après Jacob Acworth, membre de l'amirauté.
L'église congrégationnelle, qui occupe l'ancien hôtel de ville de 1821, et la bibliothèque Silsby  sont inscrites au National Register of Historic Places.